# あとは寝るだけ (漫画)
『あとは寝るだけ』(あとはねるだけ)は、森山塔による日本の成人向け漫画作品。フランス書院『コミック文庫』より単行本が出版された。

## 収録
（拾遺の章）
- コーフン模様
- おニャン子検査
- 先生、見てよね
- 姦のメロディ
- ザーメン兄妹
- おとなも見てるでしょ
- 私、かわいそう
- 淫行かしら
- 走れメロス

（かもしだの章）
- 恐怖の便所キノコ
- サーバント
- とくべつのあわ
- 準子さんの肖像

## 単行本
全1巻 。
- 1987年6月30日発行 ISBN 4-82967-001-0